# Fredrik Vilhelm Djurberg
Fredrik Vilhelm Djurberg, född 14 december 1865 i Stockholm, död 3 mars 1933 i Stockholm, var en svensk läkare.
Vilhelm Djurberg blev medicine licentiat 1895, och var från 1911 läkare vid centralfängelset på Långholmen. Från 1914 var han föreståndare för Svenska Läkaresällskapets medicinhistoriska samling i Nordiska museet, vilken till stora delar samlats genom Djurbergs energi och intresse. Han deltog i den kommission som 1917 undersökte skottskadan på Karl XII:s huvud. 1918 blev han medicine hedersdoktor vid Lunds universitet och gav ut en rad medicinhistoriska arbeten, bland annat Ett kungligt cancerfall (1922).
Vilhelm Djurberg var sedan 1896 gift med Sigrid, född Aspelin, och var far till skådespelarna Bengt och Barbro Djurberg. Makarna Djurberg är begravda på Norra begravningsplatsen utanför Stockholm.